# 国鉄サロハ46形電車
サロハ46形は、かつて日本国有鉄道の前身である鉄道省に在籍した電車である。
車体長20m級の二等三等合造付随車に与えられた形式で、オリジナルは32系に属するが、後に42系、52系に属する車両が増備された。
1. 46001 - 46013 : 1930年（昭和5年）から1931年（昭和6年）にかけて増備された横須賀線用の車両。1935年（昭和10年）、便所取付けによりサロハ66形に改形式され消滅。詳細は国鉄32系電車#サロハ46形を参照。
2. 46100 - 46103 → 46014 - 46017 : 1934年（昭和9年）に製造された東海道本線京阪神地区向けの車両。定員と引き通し線の芯数が異なるため100番台に区分されたが、1936年（昭和11年）に通番に改番された。1937年（昭和12年）、運転台の取付けによりクロハ59形に改形式され消滅。詳細は国鉄42系電車#サロハ46形を参照。
3. 46018 : 1936年に製造された関西急電用の車両で、第1次流電のうちの1両。1937年、便所の取付けによりサロハ66形に改形式され消滅。詳細は国鉄52系電車#第1次車を参照。